# Jorge Bea Gilabert

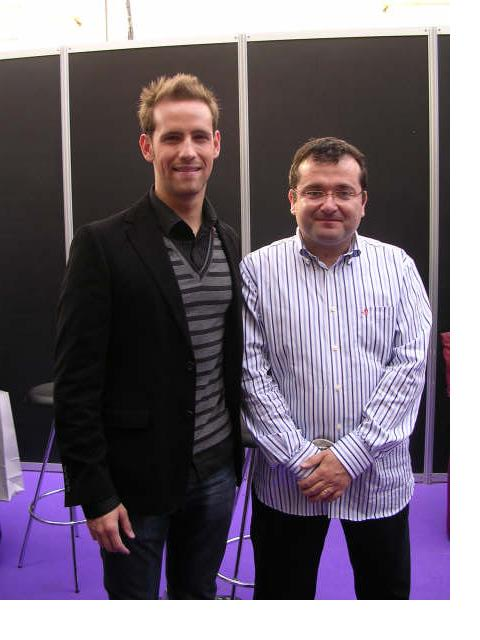
Jorge Bea (derecha) y Gonzalo Miró en la entrega del Premio Pilar Miró 2008

Jorge Bea Gilabert (Valencia, 1968) es un guionista español, finalista del Premio Pilar Miró 2008.

## Biografía
Nacido en Valencia en 1968. Es nieto de José Bea Izquierdo, poeta festivo que desarrolló su obra en el ámbito de la Fiesta de las Fallas de Valencia, e hijo de José Bea Mataix, autor teatral galardonado con el Premio SGAE de Teatro 1997.
Ha desarrollado su carrera en Radiotelevisión Valenciana como técnico. 
En 2002 escribió y dirigió el cortometraje Escala i corda, basado en una modalidad de juego de la pelota valenciana, que fue seleccionado para la Mostra de Valencia.
En 2008 resultó finalista del Premio de la Fundación Alfredo Matas de guion con el trabajo En el candelero.
En el mismo recibió el segundo premio en la convocatoria del Premio Pilar Miró de Guion de la Academia de la Televisión con el guion Por encargo.

## Por encargo
Narra la historia de Sean O'Rourke, un irlandés antiguo miembro del IRA durante la Guerra de Independencia de Irlanda, que exporta de manera fraudulenta obras de arte en la España inmediatamente anterior al estallido de la Guerra Civil.

## Guiones
- Por encargo, largometraje, 2007

- En el candelero, tv movie, 2007

- El primer paso, cortometraje, 2005

- Escala i corda, cortometraje, 2002

## Novelas
- "Las dos búsquedas del negro Miguel", novela 2012.

- "Crónica vieja en tiempo presente", novela 2013.

- "La que une las palabras: Una historia del Cobre", novela 2021.

## Premios
- Finalista en la convocatoria del "Premio Pilar Miró de Guion de la Academia de la Televisión" con el guion Por encargo.

- Premio de narrativa Ejército del Aire, 2018 con el relato "La residencia".

- Finalista en narrativa Ejército del Aire, 2019, con el relato "Cielo de verano".

## Colección de cuentos
```
* "La aurora me lleva y otras historias del aire", 2022
```